# Luigi Angeloni
Luigi Giovanni Battista Angeloni (né à Frosinone le 9 novembre 1758, mort à Londres le 5 février 1842) est un patriote et écrivain italien.

## Biographie
Le père de Luigi, Giovanni, est un commerçant provenant de la ville de Villa d'Adda, sur les rives de l'Adda, en Lombardie. Sa mère Lucrezia Contini est originaire du Latium.
De leur union naissent Luigi et Anna Francesca qui épousera un noble romain Gioacchino Alibrandi.
Luigi est l'arrière-grand-père de  (it) qui serait mort aux côtés frères Bandiera.

### L'engagement politique
Dès son plus jeune âge, son père étant atteint d'une paralysie, Luigi doit s'occuper du magasin jusqu'à l'âge d'environ quarante ans pour aider sa mère. À Frosinone, il se consacre à des études littéraires, de linguistique, de mathématiques, d'astronomie et de musique. Autodidacte depuis son plus jeune âge, il est accompagné dans ses études par son concitoyen, Giovan Battista Terzano, qui le forme au latin et à la langue italienne.
Il commence à s’intéresser à la politique seulement après 1796, quand son père meurt. Lorsqu'en 1798 la République romaine est fondée, Luigi Angeloni est envoyé à Rome pour apporter la nouvelle de l'adhésion de Frosinone. Mais les Français, descendus à Rome aux ordres de Berthier puis de  Masséna commettent toutes sortes d'injustices et de spoliations au détriment des familles locales.
Ainsi commence un soulèvement populaire qui est durement réprimé par les armes. Les soldats français envoyés à Frosinone ne se comportent pas mieux, malgré les assurances d'Angeloni, alors tribun du département dont Frosinone fait partie, que seuls les rebelles seraient punis.
L'oncle maternel de Angeloni, Leopoldo Contini, vieux et malade, est tué dans son lit; toutes les propriétés d'Angeloni sont pillées, sa vieille mère et plusieurs servantes sont malmenées. Ce sont des actions de représailles destinées à faire plier l'esprit du patriote qui avait durement critiqué les taxes excessives imposées par Les Français. En raison de la situation politique confuse et après le départ des troupes françaises de Rome, Angeloni connait une période d'exil, d'abord en Corse, puis à Paris.

### L'exil en France
Dans l'amertume de l'exil Angeloni exalte sa ville, Frosinone, comme plus ancienne de Rome et de Milan. Au début de 1800 Angeloni est à Paris parmi les adversaires de  Napoléon.
La même année, il est arrêté à Paris, parce qu'impliqué dans un complot anti-napoléonien. Parmi les nombreux patriotes italiens et étrangers qu'Angeloni fréquente au cours de cet exil parisien, il côtoie Federico Confalonieri et Filippo Buonarroti qui est à la tête de la société secrète Sublimi Maestri Perfetti, et il participe à la création des loges Philadelphes napoléoniennes. Les Philadelphes conspirent pour organiser la mort de Napoléon qu'ils considèrent comme un tyran ayant supprimé la liberté en France, en Italie et dans toute l'Europe.

### L'exil en Angleterre
En 1814, après la chute de Napoléon, Angeloni est libéré mais il est très affaibli en raison de ses conditions d'emprisonnement. En 1823, il est à nouveau arrêté et expulsé de la France. Il réapparait en Angleterre et il s'installe à Londres devenant le point de ralliement des exilés italiens, et où, en 1837, il accueille Giuseppe Mazzini. Durant son exil en France et en Angleterre, Angeloni est resté en contact avec ses confrères romains par l'intermédiaire de l'avocat Domenico Meconi.
Il meurt à Londres, le 5 février 1842.

## Pensés politiques
Pendant les années d'exil, Angeloni ne néglige pas sa passion pour la littérature, il écrit sur la linguistique et sur la littérature, intervenant par de nombreux articles dans la bataille pour la pureté de la langue. Il rédige des œuvres purement politiques comme Sopra l’ordinamento che aver dovrebbono i governi d’Italia dans lequel il propose comme solution au problème de l'unité et de l’indépendance, une confédération italienne sur l'exemple de la  Suisse et des États-Unis.
L’œuvre, publié à Paris en 1814, rencontre un grand succès et la thèse confédérale d'Angeloni est ensuite reprise par Cattaneo et Vincenzo Gioberti. L'Angeloni publie toujours à Paris un autre ouvrage Dell’Italia uscente il settembre del 1818 où il revient avec vigueur sur son hypothèse confédérale.
En 1826 il publie une nouvelle écrit Della forza nelle cose politiche par lequel il refuse  tout idéal abstrait et de droit naturel. Son dernier écrit politique, publié en Londres en 1737, porte le titre de la valente ed animosa Gioventù d’Italia. Esortazioni patrie così in prosa come di verso.

## Ses œuvres
- Dissertazione sopra la vita, le opere, ed il sapere di Guido d'Arezzo, 1811
- Sopra l’ordinamento che aver dovrebbono i Governi d’Italia, 1814
- Dell’Italia uscente il settembre 1818, 1818
- Della forza nelle cose politiche, 1826
- Esortazioni Patrie, 1837

## Sources
- (it) Cet article est partiellement ou en totalité issu de l’article de Wikipédia en italien intitulé « Luigi Angeloni » (voir la liste des auteurs).